# Maria Łabor-Soroka
Maria Anastazja Łabor-Soroka (ur. 28 stycznia 1932 w Sokołowie Podlaskim, zm. 19 lipca 2022 w Warszawie) – polska prawnik, sędzia zawodowy, notariusz oraz sędzia Trybunału Konstytucyjnego w latach 1986–1993.

## Życiorys
Córka Aleksandra i Stanisławy. Studiowała na Uniwersytecie Mikołaja Kopernika i na Uniwersytecie Wrocławskim, absolwentka Wydziału Prawa Uniwersytetu Wrocławskiego w 1954. Specjalizowała się w prawie cywilnym.
Asesor sądowy w Sądzie Wojewódzkim w Gdańsku w latach 1954–1958. Sędzia Sądu Powiatowego w Malborku od 1958, a od 1975 Sądu Wojewódzkiego w Elblągu (orzekała w wydziałach cywilnych). Sędzia delegowany w Izbie Cywilnej Sądu Najwyższego (1979). Od 1980 sędzia Sądu Wojewódzkiego w Warszawie, orzekała w sprawach cywilnych I i II instancji.
Członek Zrzeszenia Prawników Polskich. W latach 1990–1993 uczestniczyła jako członek w pracach Państwowej Komisji Wyborczej.
Wykonywała zawód notariusza w latach 1994–1998.
W 1986 wybrana na stanowisko sędziego Trybunału Konstytucyjnego w miejsce zmarłego sędziego prof. Henryka de Fiumel. Sędzia Trybunału do 1993.
Autorka opracowań nt. Trybunału Konstytucyjnego, europejskich sądów konstytucyjnych oraz ochrony praw człowieka.